# 利珀自由邦
利珀自由邦（德語：Freistaat Lippe）是1918年德国十一月革命後，隨著利珀親王國被取消而形成的一個魏玛共和国所屬自由邦。
第二次世界大战结束后，利珀由纳粹统治下恢复。1947年1月，在英國佔領軍的主導下，該邦的自主权宣告结束，其領土被纳入早3個月成立的北莱茵－威斯特法伦州。英国在北莱茵－威斯特法伦州建立了一系列的军事基地，其中之一便是位于原利珀自由邦的边界處。